# Санто Нокао (Козенца)
Санто Нокао је насеље у Италији у округу Козенца, региону Калабрија.
Према процени из 2011. у насељу је живело 14 становника. Насеље се налази на надморској висини од 513 м.